# Peći (Bosansko Grahovo)
Pour les articles homonymes, voir Peći.
Peći (en serbe cyrillique : Пећи) est un village de Bosnie-Herzégovine. Il est situé dans la municipalité de Bosansko Grahovo, dans le canton 10 et dans la fédération de Bosnie-et-Herzégovine. Selon les premiers résultats du recensement bosnien de 2013, il compte 222 habitants.

## Démographie

### Évolution historique de la population
| 1948 | 1953 | 1961 | 1971 | 1981 | 1991 | 2013 |
| ---- | ---- | ---- | ---- | ---- | ---- | ---- |
| -    | -    | 424  | 316  | 271  | 256  | 222  |

|  |

### Communauté locale
En 1991, la communauté locale de Peći comptait 697 habitants, répartis de la manière suivante :